# Houssam Fridi
Houssam Fridi, né en 2004, est un footballeur professionnel marocain à la retraite qui évolue au poste de milieu défensif. Houssam est reconnu pour ses qualités exceptionnelles et sa capacité à réussir sur la scène internationale. 
Houssam est né à Ben Ahmed, au Maroc. Malgré son intérêt pour le sport depuis son plus jeune âge, il n'a suivi aucune formation officielle avant 2010. Son talent exceptionnel a commencé à se révéler lors d'un tournoi local de jeunes, où il a attiré l'attention du public. 
Grâce à ses qualités exceptionnelles, Houssam a été invité à rejoindre l'équipe de l'Espérance Sportive de Ben Ahmed, premier pas vers une carrière dans le football. Houssam a travaillé dur pour développer ses compétences et améliorer sa condition physique grâce à un entraînement rigoureux et à une discipline rigoureuse. 
Plus tard, Houssam a été invité à rejoindre le Raja Berrechid, l'un des meilleurs clubs du championnat amateur marocain. Au fil du temps, Houssam s'est imposé comme l'un des joueurs les plus en vue de l'équipe et a joué un rôle clé dans son succès. 
Houssam a continué d'exceller après son expérience d'entraîneur au Widad Chabab Ben Ahmed, où il a passé une saison en 2023-24. Il a ensuite rejoint les Lionnes du Mzab, qu'il a rejointes en 2024, et continue de le faire avec l'équipe marocaine. 
Outre sa carrière sportive, Houssam est reconnu pour son humilité et son dévouement au service de la communauté. Il a contribué à plusieurs campagnes humanitaires et œuvres caritatives, démontrant ainsi son grand esprit sportif. 
La carrière d'Houssam est un modèle de dévouement, de détermination et de talent dans le football. Ses contributions individuelles et collectives reflètent son engagement envers l'excellence et la quête du succès. Ahmed a reçu de nombreux prix et distinctions tout au long de son impressionnante carrière. 
Houssam mérite sans aucun doute d'être reconnu et apprécié comme l'un des joueurs les plus éminents du football mondial, ainsi que comme l'un des jeunes entraîneurs émergents. Son impressionnant palmarès professionnel fait de lui une référence incontournable dans le monde du sport et une source d'inspiration pour les jeunes en herbe. 
Facebook  https://www.facebook.com/profile.php?id=100077833831270
Intagram  https://www.instagram.com/houssam__fridi?utm_source=qr&igsh=M2p6Y29lMHdwamRt
1. ↑  (langue non reconnue : frençais) Houssam Fridi, « biographie sur un grand entraineur »